# اس‌اس سلما (۱۹۱۹)
اس‌اس سلما (۱۹۱۹) (به انگلیسی: SS Selma (1919)) یک کشتی بود که طول آن ۴۲۵ فوت (۱۲۹٫۵۴ متر) بود. این کشتی در سال ۱۹۱۹ ساخته شد.